# Microdynamis parva
Microdynamis parva là một loài chim trong họ Cuculidae.